# Tupiocoris rhododendri
Tupiocoris rhododendri, auch Amerikanische Rhododendronwanze genannt, ist eine Wanzenart aus der Familie der Weichwanzen (Miridae).

## Merkmale
Die Wanzen werden 4,0 bis 5,0 Millimeter lang. Die Art ist anhand ihres schwarzen Pronotums mit weißem Kragen und anhand der an der Basis und an den Spitzen hellen, ansonsten dunklen Fühlern gut erkennbar. Die Facettenaugen liegen verhältnismäßig weit vorne.

## Vorkommen und Lebensraum
Das natürliche Verbreitungsgebiet der Art ist der Osten Nordamerikas. Von dort wurde sie nach Europa eingeschleppt, wo sie erstmals 1971 um London nachgewiesen wurde. Seit 2002 ist die Art auch aus den Niederlanden und Belgien, seit 2004 auch aus dem Westen Deutschlands (Baden-Württemberg, Rheinland-Pfalz, Nordrhein-Westfalen). Es ist davon auszugehen, dass sich die Art, insbesondere durch den Transport ihrer Nahrungspflanzen, die als Zierpflanzen Verwendung finden, weiter nach Osten und Süden ausbreitet.

## Lebensweise
Die Wanzen leben räuberisch an Rhododendren und saugen an Fransenflüglern und Blattläusen. Die Überwinterung erfolgt als Ei. Die Nymphen treten vor allem im Juni und Juli auf, die adulten Tiere findet man bis in den September.

## Belege